# Auf Engel schießt man nicht
Auf Engel schießt man nicht ist eine deutsche Kriminalfilmkomödie aus dem Jahre 1960 von Rolf Thiele, der zusammen mit Oliver Hassencamp auch das Drehbuch verfasste, das auf Miguel Mihuras Bühnenstück Der Engel mit dem Blumentopf basiert. Neben Ruth Leuwerik, die die Ordensschwester Maria spielt, sind die Hauptrollen mit Hannes Messemer und Gustav Knuth besetzt. 

## Handlung
Von einer Geschäftsreise in die nördlichen Provinzen Italiens kehren Carlos, Federico und Cosme zusammen mit Nuria nach Neapel zurück. Nachdem sie sich bei Frau Bellini eingemietet haben, haben sie geheime, wichtige Gespräche zu führen, denn bei einem Einbruch in Florenz haben sie Juwelen im Wert von etwa zwanzig Millionen Lire erbeutet. Sie beratschlagen, wo man die Beute am unauffälligsten verstecken kann, und verfallen auf die wahnwitzige Idee, die Juwelen in einem der vielen Blumentöpfe der Frau Bellini zu verstecken, in denen Geranien blühen. Ein Drittel ihres erbeuteten Schatzes steht ohnehin ihrem Bandenchef Suarez, den sie Herzog nennen, zu.
Da der stets ein wenig kränkelnde Cosme sich eine starke Erkältung zugezogen hat, verordnet ihm der herbeigerufene Arzt neben Medikamenten eine Krankenpflegerin. So kommt Schwester Maria, eine Ordensschwester, ins Haus. Die Männer sind nicht begeistert davon, eine Ordensfrau in ihrer Nähe zu haben. Entsprechend abweisend wird Maria empfangen. Die diebischen Männer werden das Gefühl nicht los, dass Maria gar nicht so unbedarft ist, wie sie stets tut. Manchmal legt sie geradezu hellseherische Fähigkeiten an den Tag. Was die Gauner jedoch besonders besorgniserregend finden ist, dass Maria Blumen liebt und so schnell bemerkt, dass einer der Geranientöpfe zu wenig Wasser bekommt. So kommt es, dass Bandenchef Suarez, der sich sonst stets im Hintergrund hält, persönlich eingreift. Bei einem Gespräch mit Maria kauft er ihr zu einem horrenden Preis einen Revolver ab, den sie zufällig zwischen Sitz und Armlehne entdeckt hat. So will er abwenden, dass Maria Verdacht gegen seine Leute schöpft. Die Situation verschärft sich noch zusätzlich, als Frau Bellini einen Polizeikommissar aus Florenz als neuen Mieter vorstellt, und erreicht ihren Höhepunkt, als Maria unter Protest geht, weil der kranke Cosme sich ihrer Behandlung widersetzt. Maria nimmt nämlich jenen Blumentopf mit, in dem sich die Juwelen befinden, da Frau Bellini ihr die Wahl in Bezug auf die blühenden Geranien überlassen hatte. Und da die Pflanze in diesem Topf kränkelt, will die Nonne sie gesundpflegen.
Ein Zusammentreffen von Maria und Suarez bringt dem Oberhaupt der Gauner wiederum nichts. Nun setzt man Nuria, die Geliebte von einem der Gangster, auf die Nonne an. Sie soll dafür sorgen, dass Maria zurück an Cosmes Krankenbett kommt, und möglichst mit Blumentopf. Maria hat die Männer allerdings inzwischen durchschaut und flieht. Suarez findet sie jedoch und versucht ihr ins Gewissen zu reden. Dann aber geht es Schlag auf Schlag und alle Beteiligten treffen im Kloster ein, wo die Ordensschwestern – nach einem Hinweis Marias – alle Blumentöpfe untersuchen. Frau Bellini wiederum hat den bei ihr wohnenden Kommissar informiert. Für die Gaunerbande gibt es kein Entrinnen mehr, die Männer werden festgenommen.

## Produktionsnotizen
Der Film wurde von der Produktionsfirma KG DIVINA-FILM GmbH & Co. hergestellt. Die Firma gehörte Ilse Kubaschewski, die zugleich Inhaberin des Erstverleihs Gloria-Film GmbH & Co. Filmverleih KG war. Der Film trug den Arbeitstitel Die sanfte Tour.
Die Außenaufnahmen begannen am 15. Oktober und endeten am 15. November 1960. Gedreht wurde in Neapel sowie in den Bavaria-Ateliers München Geiselgasteig. Robert Herlth war für die Bauten verantwortlich, Robert Stratil für die Ausstattung. 
Auf Engel schießt man nicht wurde in der FSK-Prüfung am 14. Dezember 1960, Nummer 24114, ab 12 Jahren freigegeben. Seine Uraufführung in der Bundesrepublik Deutschland erlebte der Film am 23. Dezember 1960. Seine Erstausstrahlung im Fernsehen erfolgte am 17. Oktober 1966 im ZDF.
Rosel Schäfer, die in dem Film eine kleine Rolle übernahm, war zu der Zeit mit Hannes Messemer verheiratet.

## Kritik
Das Lexikon des internationalen Films kritisierte: „Plumpe, kitschnahe Komödie; streckenweise in der Nähe des Peinlichen.“